# Monumento natural Isla Barro Colorado

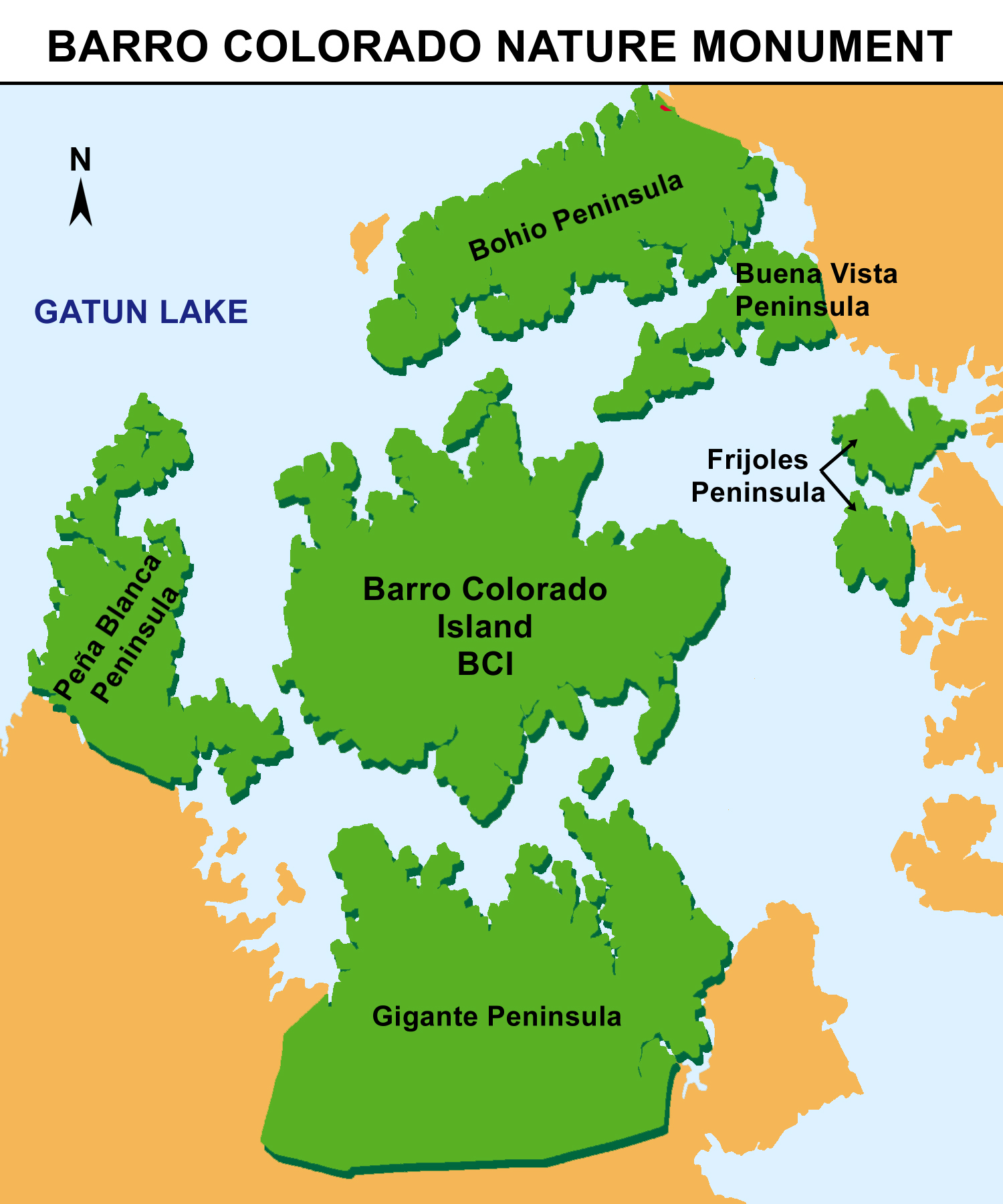
Mapa del monumento natural Isla Barro Colorado (en verde)

El Monumento natural Isla Barro Colorado es un área natural localizado en el lago Gatún, dentro del canal de Panamá. Con 5634 hectáreas, el monumento natural abarca la isla Barro Colorado y zonas adyacentes de las provincias de Panamá Oeste y Colón. Está bajo la administración del Instituto Smithsonian de Investigaciones Tropicales.
El origen de la isla Barro Colorado se remonta a la construcción del Canal de Panamá, cuando se represó el río Chagres y se inundó posteriormente un área para formar el lago Gatún, quedando una colina de 171 m y que luego se convertiría en una isla. 
Es un sitio protegido dedicado al estudio de los bosques tropicales. En 1923, a solicitud de un grupo de científicos, se declaró esta isla como Reserva Biológica por lo que se construyó allí, un laboratorio de investigaciones para ser entonces la primera Reserva de Bosque Húmedo Tropical en América. En 1946 se le otorgó al Instituto Smithsonian la responsabilidad de administrar y manejar esta reserva y en 1979 se le agregaron las áreas en tierra firme para declararla Monumento Natural.